# Ptychadena nilotica
Ptychadena nilotica es una especie de anfibio anuro de la familia Ptychadenidae.

## Distribución geográfica
Esta especie es endémica de la cuenca del Nilo en África. Se encuentra en Egipto, Uganda, Burundi, Ruanda, Kenia y Tanzania. 
Su presencia es incierta en Etiopía, Sudán del Sur, Sudán y la República Democrática del Congo.

## Taxonomía
Esta especie ha sido identificada por su sinonimia con Ptychadena mascareniensis por Dehling y Sinsch en 2013, donde fue colocada por Peters en 1869.

## Etimología
El nombre de su especie le fue dado en referencia al lugar de su descubrimiento, la cuenca del Nilo.

## Publicación original
- Seetzen, 1855 : Reisen durch Syrien, Palästina, Phönicien, die Transjordan-Länder, Arabia Petraea und Unter-Aegytpten, vol. 3, p. 1-502[4]